# Дворжецький Євген Вацлавович
Євген Вацлавович Дворжецький — російський актор польського походження. Заслужений артист Росії (1997).

## Життєпис
Народився 12 липня 1960 р. в Москві в родині актора В. Я. Дворжецького.
Закінчив Театральне училище імені Б. В. Щукіна в Москві.
Був актором Російського академічного молодіжного театру (колишній «Центральний дитячий театр»).
Загинув в автокатастрофі 1 грудня 1999 р.

## Фільмографія
Знімався у кіно:
- «26 днів з життя Достоєвського» (1980),
- «Танцмайданчик» (1985),
- «Графиня Монсоро» (1997) та ін.

Грав в українських фільмах:
- «Все починається з любові» (1984, Бебенюк),
- «В'язень замку Іф» (1988, Едмон Дантес і Альбер де Морсер),
- «Вища істина бомбіста Олексія» (1992).